# Buretsu
Imperador Buretsu (武烈天皇, Buretsu-tennō) foi o 25º Imperador do Japão, na lista tradicional de sucessão.

## Vida
Buretsu foi o filho mais velho do Imperador Ninken e sua mãe foi Kasuga no Ōiratsume no Kōgō (春日大郎皇后). Antes da sua ascensão ao trono, seu nome era Ohatsuse no Wakasazaki no Mikoto (小泊瀬稚鷦鷯尊). Foi confirmado como herdeiro do trono no sétimo ano do reinado de Ninken (495). Não há datas concretas que podem ser atribuídas a vida deste imperador ou de seu reinado, mas é convencionalmente considerado que reinou de 498 a 506.
Segundo Ponsonby-Fane, Buretsu construiu sua capital em volta do Palácio Namiki no miya (並木宮) em  Hesse na Província de Yamato, atualmente entre as Províncias de Osaka e Nara.
Os relatos do Monge Jien indicam que Buretsu era um imperador de índole má e que gostava de matar pessoas. O Nihonshoki comparou-o a Di Xin da Dinastia Shang a tal ponto que o seu povo o condenou à morte depois de uma revolta. Mas no registro do Kojiki não aparece essa indicação. Existem várias teorias sobre essa diferença. Alguns acreditam que reformularam o conteúdo histórico para justificar e elogiar seu sucessor Imperador Keitai se tornou imperador em circunstâncias questionáveis. Em livros de história disponíveis antes e durante a II Guerra Mundial, parte dos registros de Buretsu foram omitidos intencionalmente.
O lugar do túmulo imperial (misasagi) do Imperador Ninken é desconhecido, mas é tradicionalmente venerado num memorial no santuário xintoísta em Nara, que é oficialmente chamado de Kataoka no Iwatsuki no oka no kita no misasagi.